# سیارک ۱۰۵۸۷
سیارک ۱۰۵۸۷ (به انگلیسی: 10587 Strindberg، نامگذاری:1996NF3) ده هزار و پانصد و هشتاد و هفتمین سیارک کشف شده‌است که در ۱۴ ژوئیه ۱۹۹۶ کشف شد.
قدر مطلق سیارک برابر ۳۰٫۹ است.